# Aspidistra punctata
Aspidistra punctata là một loài thực vật có hoa trong họ Măng tây. Loài này được Lindl. mô tả khoa học đầu tiên năm 1826.